# Huatabampo
Huatabampo ist eine Stadt im Süden des mexikanischen Bundesstaates Sonora und Hauptort des Municipio Huatabampo. Sie liegt am Golf von Kalifornien an der Mündung des Río Mayo. Sie hatte beim Zensus 2010 30.475 Einwohner und liegt 34 Kilometer südwestlich von Navojoa. Der Name leitet sich von der Mayo-Sprache ab. Huata bedeutet Weide und Bampo Wasser. In die Stadt kommen auch viele Touristen, hauptsächlich aus den USA. Die Stadt besitzt große Strände und Badekurorte. Auf dem Friedhof in Huatabampo ist Álvaro Obregón begraben. Huatabampo ist seinetwegen und wegen anderer von hier stammender oder mit der Region verbundener Generäle, darunter Álvaro Obregón (1880–1928), José Tiburcio Otero Toledo (1834–1900) und Ignacio Otero Pablos (1896–1970) auch bekannt als "Land der Generäle".